# Hemixos
Hemixos är ett fågelsläkte i familjen bulbyler inom ordningen tättingar. IOC erkänner tre arter i släktet som förekommer från östra Himalaya och södra Kina till Borneo och Sumatra:
- Brunörad bulbyl (H. flavala)
- Gråbulbyl (H. cinereus) – behandlas ibland som underart till flavala[3]
  - "Grönvingad bulbyl" (Hemixos [c./f.] connectens) – urskiljs som egen art av BirdLife International
- Kastanjebulbyl (H. castanonotus)

Birdlife International för även vitstreckad bulbyl (Ixos leucogrammicus) till Hemixos.